# Клан Сомервілль

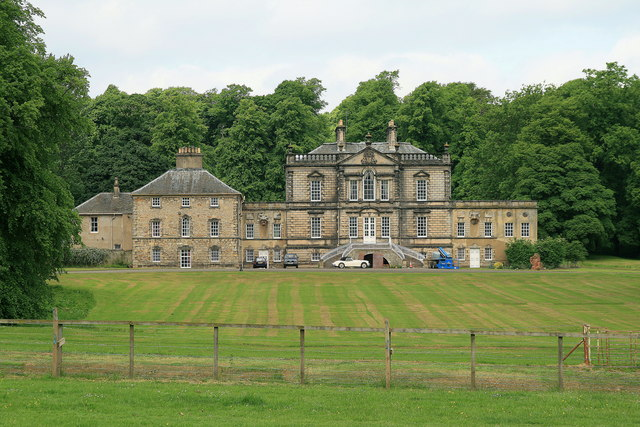
Замок Друм-хаус біля Единбурга.

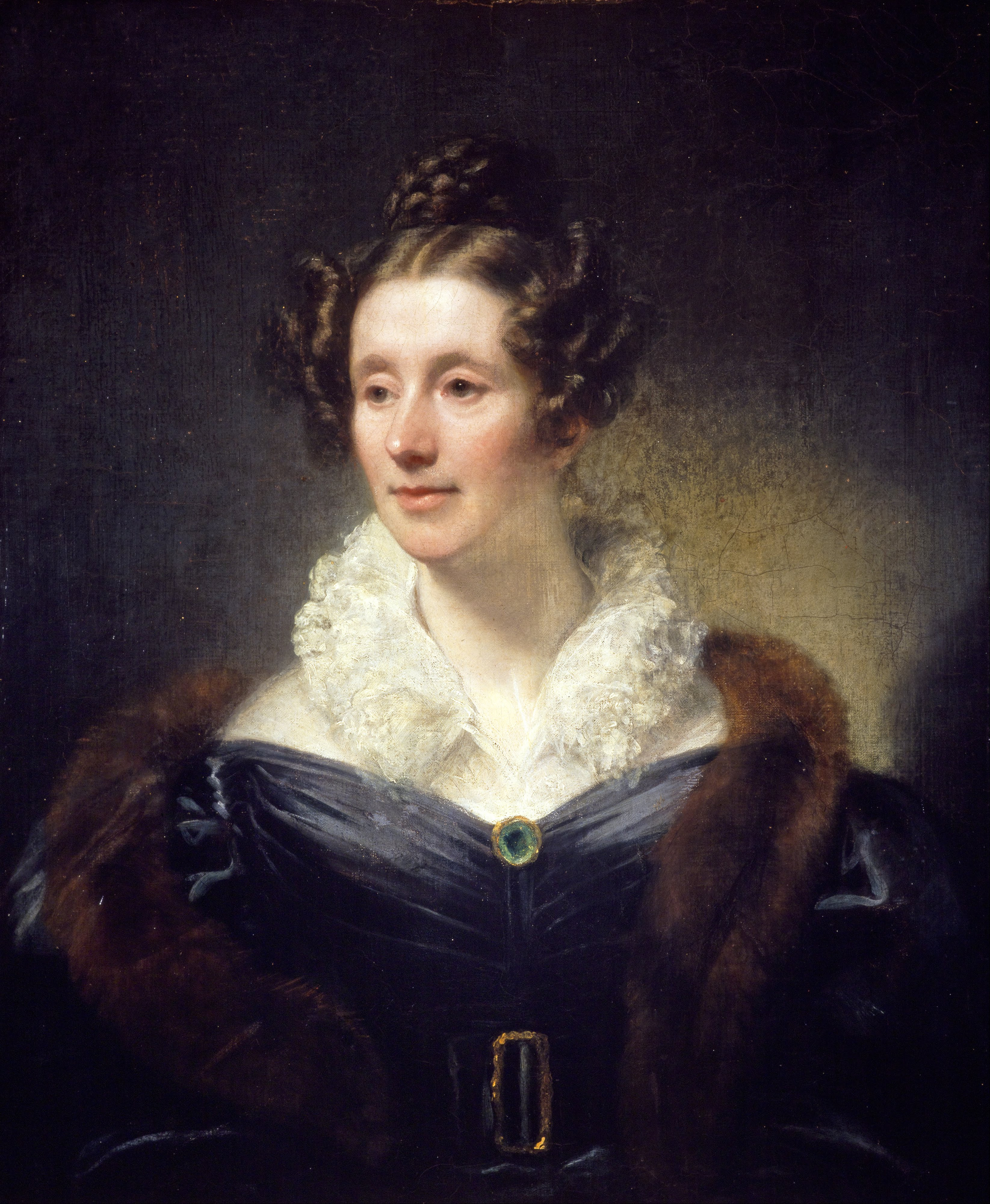
Мері Ферфакс Сомервілль (1780—1872).

Клан Сомервілль (шотл. — Clan Somerville) — один з кланів рівнинної частини Шотландії — Лоулендсу. На сьогодні клан не має визнаного герольдами Шотландії вождя, тому клан називається в Шотландії «кланом зброєносців».
Гасло клану: Бійся Бога доки живеш

## Історія клану Сомервілль
Назва клану походить від назви міста Сомервілль в Нормандії, що біля міста Кан. Під час походу в Англію Вільгельма Завойовника в 1066 році, сер Гаултер де Сомервілль (норм. — Gaulter de Somerville) в супроводжував герцога Нормандії — Вільгельма Завойовника.
Вільям де Сомервілль — другий син сера Гаултера прибув до Шотландії з королем Давидом I і отримав титул лорда Карнвота, отримав за службу землі біля Карнвота в Клайдсдейлі. Він помер близько 1142 року і був похований в абатстві Мелроуз. Інший Вільям де Сомервилль, як повідомляється в легендах, вбив останнього змія чи то дракона в Шотландії, служив королю і отримав у нагороду землі Лінтон від короля Малкольма IV у 1174 році. Він пізніше став головним сокільником короля і шерифом Роксбурга. У битві при Ларгсі в 1263 році сер Вільям де Сомервілль — V лорд Сомервіль воював в лавах короля Шотландії Олександра II, захищаючи Вітчизну від вторгнення вікінгів.
Вільям де Сомервілль, що воював під Ларгс та його син сер Томас були серед багатьох шотландських шляхтичів і вождів кланів, яких змусили присягнути на вірність королю Англії Едварду І Довгоногому і підписати відповідний документ «Рагман Роллс» у 1296 році. Але вже через рік — у 1297 році вони приєдналися до повстанців під проводом сера Вільяма Воллеса, що боролися за незалежність Шотландії. У 1435 році Томас Сомервілль отримав титул пера Шотландії, але цей титул за вождями клану Сомервілль довгий час офіційно не визнавався.
III лорд Сомервілль — Джон Сомервілль успішно воював з Англією, брав участь в битві під Сарк в жовтні 1448 року, де він був поранений. Він брав участь в облозі Роксбурга в 1460 році, де був убитий король Шотландії Джеймс II. Джон Сомервілль — IV лорд Сомервілль помер в 1523 році і його успадкував його брат Х'ю Сомервілль, що став наступним вождем клану. Він брав участь у війні і потрапив в полон після поразки у битві під Солвей-Моссом в 1542 році. Він був пізніше звільнений з полону. Його син Джеймс Сомервілль — VI лорд Сомервілль виступав проти Реформації і голосував проти Конфесії Шотландії (Конфесії Віри), що було запропоновано в парламенті і яка була запропонована релігійним реформатором Джоном Ноксом у 1560 році. Джеймс Сомервілль як переконаний католик підтримав королеву Шотландії Марію Стюарт, воював на її стороні проти шотландських кланів, брав участь у битві під Лангсайд 13 травня 1568 року, де він був важко поранений. Х'ю Сомервілль — VII лорд Сомервілль у 1569 році теж підтримав королеву Марію Стюарт, але він потім змінив свої погляди і підтримав короля Шотландії Джеймса VI, якого висунили на трон повстанці. Лорд Сомервілль був призначений таємним радником короля. Перебуваючи на службі в короля лорд Сомервілль почав жити невідповідно до своїх достатків, заліз в великі борги, змушений був продати свої маєтки Карнуот. Після того, як у 1606 році утвердився Союз Корон багато шотландських шляхтичів зробили собі кар'єру при дворі короля в Лондоні, але не лорди Сомервілль.
У 1723 році титул пера Сомервілль був зрештою визнаний Палатою лордів і Джон Сомервілль — ХІІІ лорд Сомервілль, балотувався в парламент як пер Шотландії. Він побудував елегантний палац — Друм-хаус, що і нині стоїть на околиці Единбурга. 
Серед людей клану Сомервілль були відомі люди. Серед них була і Мері Ферфакс Сомервілль (1780—1872) — вона ж Джедбург, що стала відомою вченою, математиком, займалася питаннями жіночої освіти. Сомервілль коледж Оксфордського університету, що був створений в 1879 році, був названий на її честь.